# Catedral de Riga

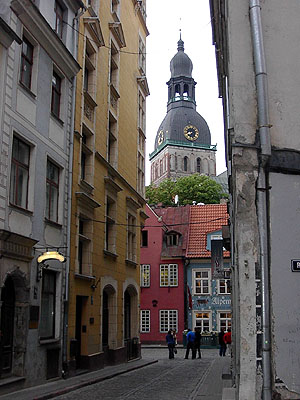
A catedral de Riga vista de uma de suas ruas estreitas.

A Catedral de Riga (em letão: Rīgas doms) é a catedral protestante, em Riga, Letônia. Construída perto do rio Duína Ocidental em 1211 por Albrecht von Buxthoeven, é considerada a maior igreja medieval nos estados bálticos.
David Caspari foi reitor da escola da catedral no final do século XVII. Seu filho Georg Caspari também serviu na catedral.

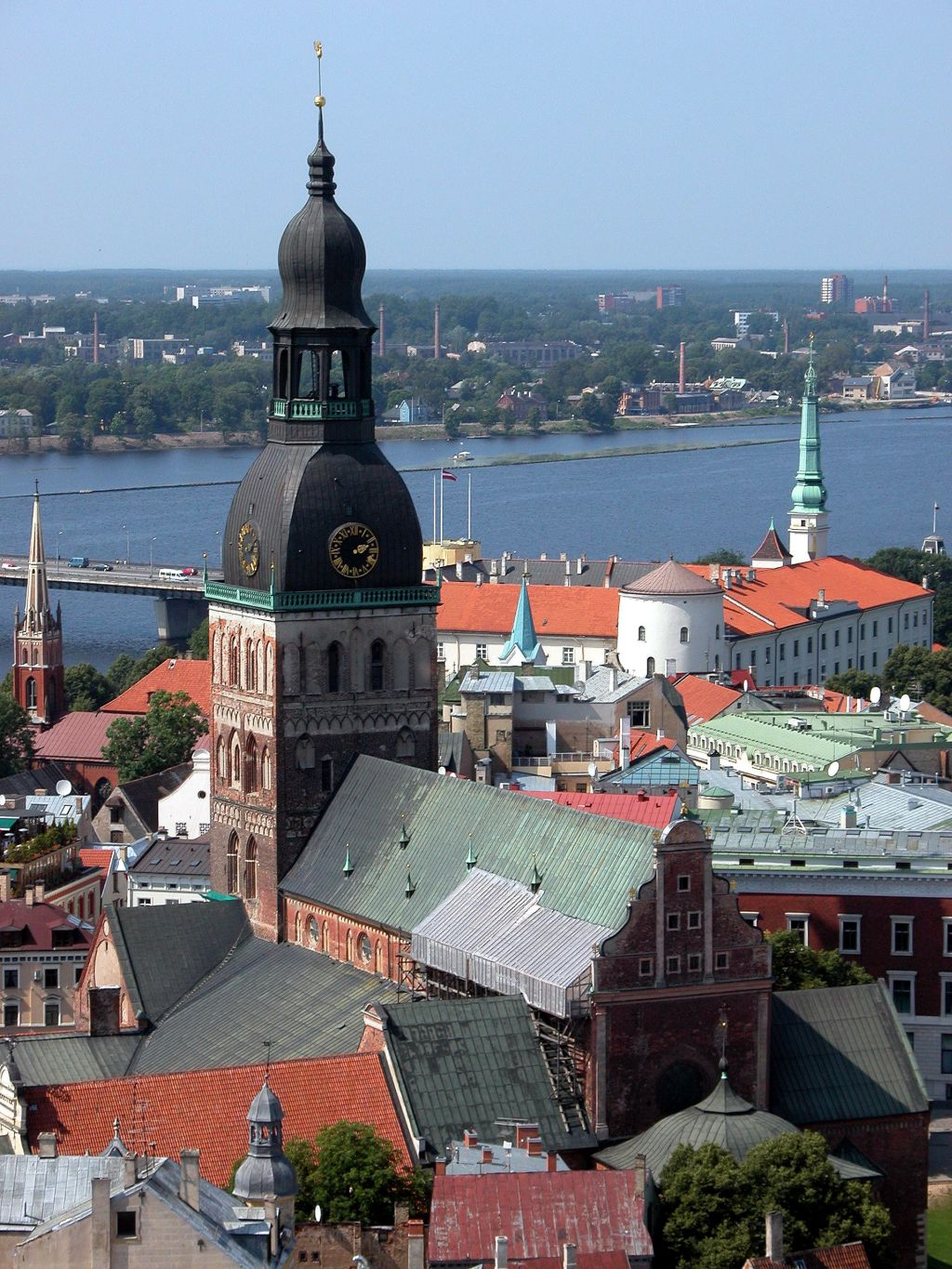
A Catedral de Riga, com o rio Duína Ocidental e o Castelo de Riga ao fundo.

## O órgão
O órgão da catedral de Riga foi construída pela empresa EF Walcker & Sons em 1882-83, e foi inaugurado no dia 31 de janeiro de 1884. O órgão tem 4 teclados manuais e um teclado de pedais, com 7 mil tubos, considerado o 3º maior órgão tubular do mundo.